# Poreneis
Poreneis ist eine häufige Form von Bodeneis. Es ist allgegenwärtig im Permafrostboden, wo Feuchtigkeit vorhanden ist. Es findet sich in den Poren und Hohlräumen des Bodens, insbesondere im oberflächennahen Bereich des Permafrostbodens und im darüber liegenden Auftauboden. Vielfach stellt es den „Zement“ dar, der die Bodenpartikel zusammenhält. 
Zum Poreneis zählt nur das Bodeneis, das das Porenvolumen im flüssigen Zustand aufnehmen kann. Enthält der Boden weiteres „überschüssiges“ Eis (engl. excess ice), verursacht dieses beim Tauen eine Setzung des Bodens. Bei solchem zusätzlichen Eis handelt es sich typischerweise um Segregationseis.